# Philander
Philander là một chi động vật có vú trong họ Didelphidae, bộ Didelphimorphia. Chi này được Brisson miêu tả năm 1762. Loài điển hình của chi này là Didelphis opossum Linnaeus, 1758, by plenary action (Opinion 1894 of the International Commission on Zoological Nomenclature, 1998).

## Hình ảnh

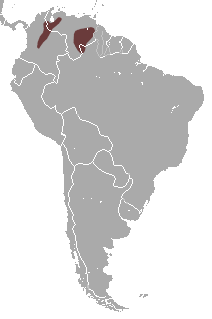

## Các loài
Chi này gồm các loài: